# Zaphne laxibarbiventris
Zaphne laxibarbiventris är en tvåvingeart som beskrevs av Xue och Zhiming Dong 2010. Zaphne laxibarbiventris ingår i släktet Zaphne och familjen blomsterflugor. Inga underarter finns listade i Catalogue of Life.